# روبرتو کلمنته
 روبرتو کلمنته (انگلیسی: Roberto Clemente؛ ۱۸ اوت ۱۹۳۴ – ۳۱ دسامبر ۱۹۷۲) یک بازیکن بیس‌بال اهل پورتوریکو بود.

## نگارخانه

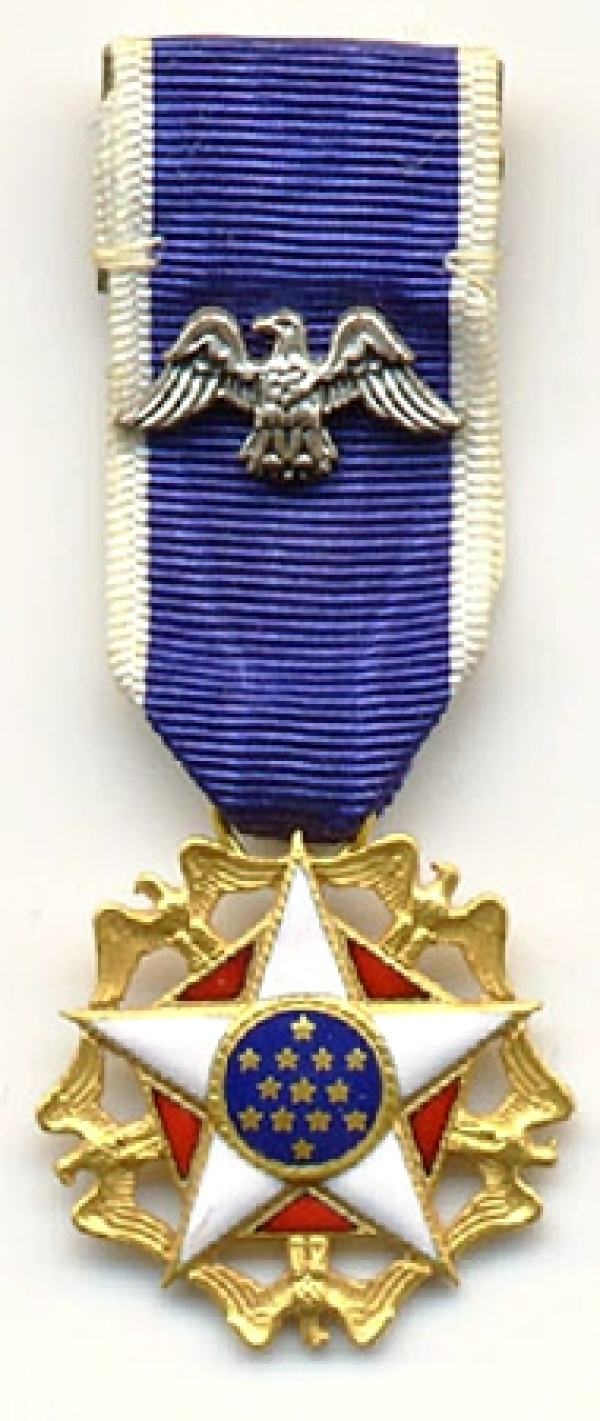
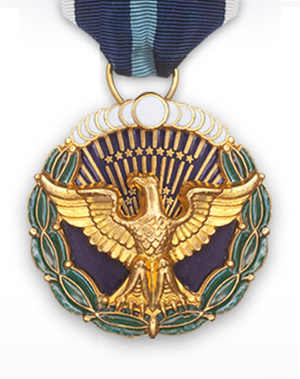